# Sellos de la Copa Mundial de Fútbol de 2010
Los sellos de la Copa Mundial de Fútbol de 2010 son los sellos postales emitidos por las administraciones postales de los países y territorios afiliados a la Unión Postal Universal que tienen como tema central de su diseño la XIX Copa Mundial de Fútbol celebrada en Sudáfrica entre el 11 de junio y el 11 de julio de 2010. 
Son sellos con representaciones alusivas al fútbol, a las selecciones participantes o al país anfitrión, aunque también se pueden apreciar los que muestran algún motivo nacional.
El país que más sellos emitió con esta temática es México: 32 sellos dedicados a cada una de las selecciones clasificadas para el Mundial (estos sellos tiene un fin principalmente para colección, más que para franqueo de correspondencia). Sudáfrica, nación anfitriona de la copa, emitió una amplia serie filatélica que consta de ocho emisiones (la primera en julio de 2006) y contabiliza en total 31 sellos; siete emisiones aparecieron en hoja bloque.

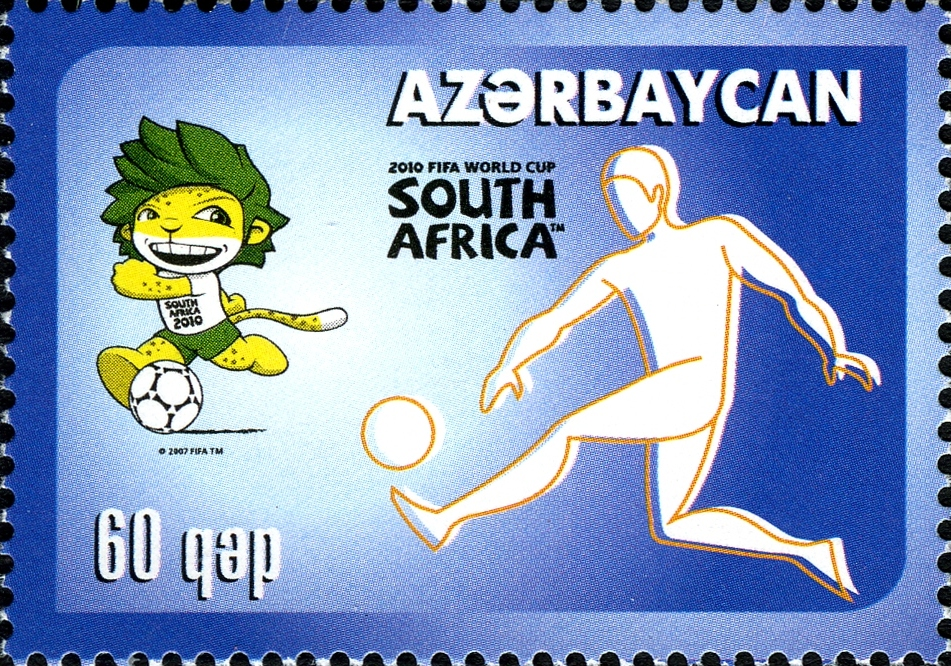
Azerbaiyán, 18 de mayo
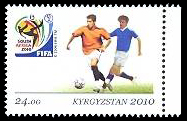
Kirguistán, 26 de junio
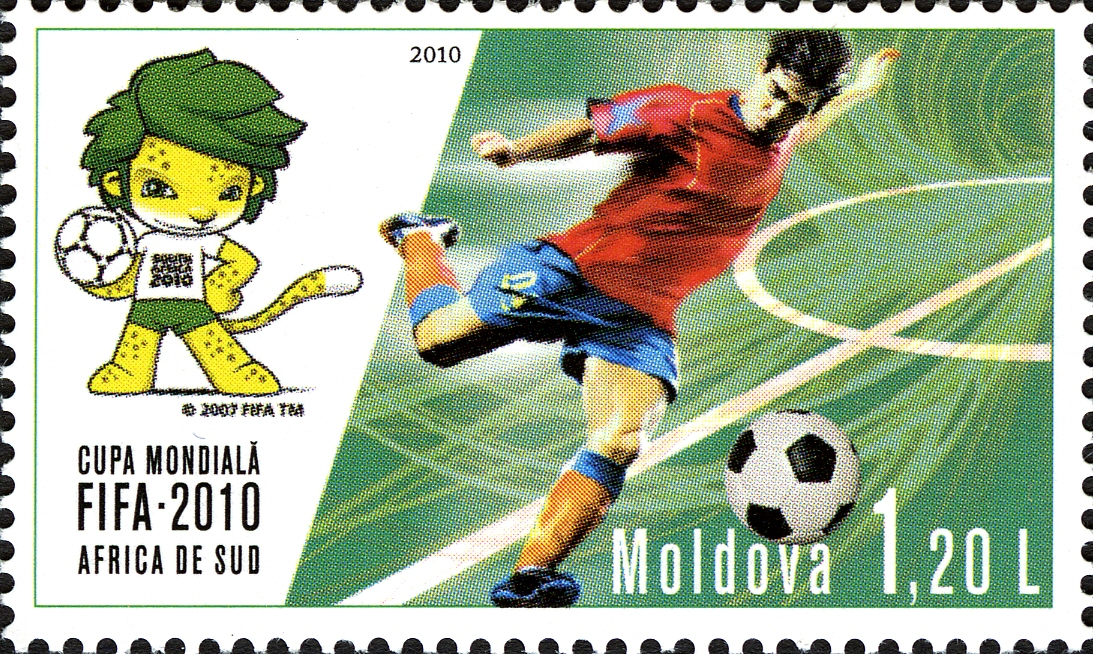
Moldavia, 11 de junio

## Relación de sellos
En total han sido emitidos 257 sellos (32 emisiones en hoja bloque) relacionados con este evento deportivo por 53 países (13 de África, 7 de América, 12 de Asia y 21 de Europa). En la tabla siguiente se enumeran los sellos por país, sus dimensiones y valor facial, así como una somera descripción de su contenido. Todos los sellos presentan dibujos en su diseño, salvo se indique lo contrario.
| País                                                                                            | Fecha de emisión                                           | Descripción | Dimensiones (mm)                                   | Valor facial (en moneda nacional)                                              |
| ----------------------------------------------------------------------------------------------- | ---------------------------------------------------------- | --- | -------------------------------------------------- | ------------------------------------------------------------------------------ |
| África                                                                                          |                                                            | |                                                    |                                                                                |
| Argelia                                                                                         | 08.05.2010                                                 | 1) El trofeo de la Copa Mundial y las banderas de los 32 países participantes en el Mundial | 29,0 x 43,0                                        | 15,00 DZD                                                                      |
| Argelia                                                                                         | 08.05.2010                                                 | 2) Un futbolista controlando un balón en un estadio ante la mirada de los seguidores de la selección argelina | 29,0 x 43,0                                        | 15,00 DZD                                                                      |
| Argelia                                                                                         | 08.05.2010                                                 | 3) Un fénec (zorro del desierto), mascota de la selección argelina, jugando un balón en un estadio (HB) La hoja bloque muestra una vista de un estadio con los seguidores de la selección argelina mostrando la bandera nacional                                                                                | 29,0 x 43,0 (110 x 90)                             | 15,00 DZD                                                                      |
| Argelia                                                                                         | 08.05.2010                                                 | 4) Un futbolista preparándose para realizar un remate en el aire y la bandera de Argelia | 29,0 x 43,0 (110 x 90)                             | 15,00 DZD                                                                      |
| Guinea                                                                                          |                                                            | 1) Zinedine Zidane, tres veces Mejor Futbolista del Año de la FIFA y capitán del equipo francés en el Mundial de 2006 (HB) La hoja bloque muestra la silueta de un futbolista, la imagen de Ronaldinho con un balón y una vista de Ciudad del Cabo                                                              |                                                    | 25.000 GNF                                                                     |
| Mozambique                                                                                      |                                                            | 1) Dos futbolistas tras un balón y el logotipo del Mundial (HB) |                                                    | 33,00 MZN                                                                      |
| Mozambique                                                                                      | 2) Dos futbolistas tras un balón y el logotipo del Mundial | |                                                    | 33,00 MZN                                                                      |
| Mozambique                                                                                      | 3) Dos futbolistas tras un balón y el logotipo del Mundial | |                                                    | 33,00 MZN                                                                      |
| Mozambique                                                                                      | 4) Dos futbolistas tras un balón y el logotipo del Mundial | |                                                    | 33,00 MZN                                                                      |
| Santa Elena                                                                                     | 14.05.2010                                                 | 1) Una imagen de satélite del África meridional que muestra la ubicación de la isla Santa Elena | 30,0 x 40,0                                        | 0,40 SHP                                                                       |
| Santa Elena                                                                                     | 14.05.2010                                                 | 2) Sobre el diseño anterior, dos futbolistas jugando con un balón | 30,0 x 40,0                                        | 0,40 SHP                                                                       |
| Santa Elena                                                                                     | 14.05.2010                                                 | 3) Una futbolista con un balón | 30,0 x 40,0                                        | 0,40 SHP                                                                       |
| Sierra Leona                                                                                    | 01.03.2010                                                 | 32 sellos que muestran una foto con los jugadores de cada uno de los equipos participantes (HB) 1) Selección de Alemania |                                                    | 1.900 SLL                                                                      |
| Sierra Leona                                                                                    | 01.03.2010                                                 | 2) Selección de Argelia |                                                    | 1.900 SLL                                                                      |
| Sierra Leona                                                                                    | 01.03.2010                                                 | 3) Selección de Argentina |                                                    | 1.900 SLL                                                                      |
| Sierra Leona                                                                                    | 01.03.2010                                                 | 4) Selección de Australia |                                                    | 1.900 SLL                                                                      |
| Sierra Leona                                                                                    | 01.03.2010                                                 | 5) Selección de Brasil |                                                    | 1.900 SLL                                                                      |
| Sierra Leona                                                                                    | 01.03.2010                                                 | 6) Selección de Camerún |                                                    | 1.900 SLL                                                                      |
| Sierra Leona                                                                                    | 01.03.2010                                                 | 7) Selección de Chile |                                                    | 1.900 SLL                                                                      |
| Sierra Leona                                                                                    | 01.03.2010                                                 | 8) Selección de Corea del Norte |                                                    | 1.900 SLL                                                                      |
| Sierra Leona                                                                                    | 01.03.2010                                                 | 9) Selección de Corea del Sur |                                                    | 1.900 SLL                                                                      |
| Sierra Leona                                                                                    | 01.03.2010                                                 | 10) Selección de Costa de Marfil |                                                    | 1.900 SLL                                                                      |
| Sierra Leona                                                                                    | 01.03.2010                                                 | 11) Selección de Dinamarca |                                                    | 1.900 SLL                                                                      |
| Sierra Leona                                                                                    | 01.03.2010                                                 | 12) Selección de Eslovaquia |                                                    | 1.900 SLL                                                                      |
| Sierra Leona                                                                                    | 01.03.2010                                                 | 13) Selección de Eslovenia |                                                    | 1.900 SLL                                                                      |
| Sierra Leona                                                                                    | 01.03.2010                                                 | 14) Selección de España |                                                    | 1.900 SLL                                                                      |
| Sierra Leona                                                                                    | 01.03.2010                                                 | 15) Selección de Estados Unidos |                                                    | 1.900 SLL                                                                      |
| Sierra Leona                                                                                    | 01.03.2010                                                 | 16) Selección de Francia |                                                    | 1.900 SLL                                                                      |
| Sierra Leona                                                                                    | 01.03.2010                                                 | 17) Selección de Ghana |                                                    | 1.900 SLL                                                                      |
| Sierra Leona                                                                                    | 01.03.2010                                                 | 18) Selección de Grecia |                                                    | 1.900 SLL                                                                      |
| Sierra Leona                                                                                    | 01.03.2010                                                 | 19) Selección de Honduras |                                                    | 1.900 SLL                                                                      |
| Sierra Leona                                                                                    | 01.03.2010                                                 | 20) Selección de Inglaterra |                                                    | 1.900 SLL                                                                      |
| Sierra Leona                                                                                    | 01.03.2010                                                 | 21) Selección de Italia |                                                    | 1.900 SLL                                                                      |
| Sierra Leona                                                                                    | 01.03.2010                                                 | 22) Selección de Japón |                                                    | 1.900 SLL                                                                      |
| Sierra Leona                                                                                    | 01.03.2010                                                 | 23) Selección de México |                                                    | 1.900 SLL                                                                      |
| Sierra Leona                                                                                    | 01.03.2010                                                 | 24) Selección de Nigeria |                                                    | 1.900 SLL                                                                      |
| Sierra Leona                                                                                    | 01.03.2010                                                 | 25) Selección de Nueva Zelanda |                                                    | 1.900 SLL                                                                      |
| Sierra Leona                                                                                    | 01.03.2010                                                 | 26) Selección de los Países Bajos |                                                    | 1.900 SLL                                                                      |
| Sierra Leona                                                                                    | 01.03.2010                                                 | 27) Selección de Paraguay |                                                    | 1.900 SLL                                                                      |
| Sierra Leona                                                                                    | 01.03.2010                                                 | 28) Selección de Portugal |                                                    | 1.900 SLL                                                                      |
| Sierra Leona                                                                                    | 01.03.2010                                                 | 29) Selección de Serbia |                                                    | 1.900 SLL                                                                      |
| Sierra Leona                                                                                    | 01.03.2010                                                 | 30) Selección de Sudáfrica |                                                    | 1.900 SLL                                                                      |
| Sierra Leona                                                                                    | 01.03.2010                                                 | 31) Selección de Suiza |                                                    | 1.900 SLL                                                                      |
| Sierra Leona                                                                                    | 01.03.2010                                                 | 32) Selección de Uruguay |                                                    | 1.900 SLL                                                                      |
| Sudáfrica                                                                                       | 09.07.2006                                                 | 1) Un licaón (perro salvaje africano) con las patas delanteras apoyadas en un balón (HB) | 23,5 x 37,0 (85 x 63)                              | [ 2 ]                                                                          |
| Sudáfrica                                                                                       | 23.11.2007                                                 | 1) Dibujo alusivo que muestra varias manos impulsando unos balones en el aire (HB) | 30,0 x 40,0 (103 x 63)                             | [ 2 ]                                                                          |
| Sudáfrica                                                                                       | 05.09.2008                                                 | 1) Diseño alusivo que muestra un aficionado con el uniforme de la Selección de fútbol de Sudáfrica (HB) La hoja bloque muestra otros dos aficionados, con la típica vuvuzela y sendas banderas de Sudáfrica | 28,9 x 38,0 (106 x 63)                             | [ 3 ]                                                                          |
| Sudáfrica                                                                                       | 14.06.2009                                                 | 1) Dibujo alusivo que muestra dos chavales tocando una vuvuzela y la silueta de una ciudad (HB) | 28,9 x 38,0 (106 x 63)                             | [ 2 ]                                                                          |
| Sudáfrica                                                                                       | 11.06.2010                                                 | «2010 FIFA World Cup South Africa» 1) El logotipo del Mundial (HB) | 37,0 x 37,0 –círculo– (125 x 125)                  | 4,90 ZAR                                                                       |
| Sudáfrica                                                                                       | 11.06.2010                                                 | 2) El trofeo de la Copa Mundial | 37,0 x 37,0 –círculo– (125 x 125)                  | 4,90 ZAR                                                                       |
| Sudáfrica                                                                                       | 11.06.2010                                                 | 3) El balón oficial, Jabulani | 37,0 x 37,0 –círculo– (125 x 125)                  | 4,90 ZAR                                                                       |
| Sudáfrica                                                                                       | 11.06.2010                                                 | «2010 FIFA World Cup South Africa - Zakumi» 1) La mascota Zakumi con un balón en las manos (HB) | 34,4 x 37,0 (190 x 92)                             | 2,40 ZAR                                                                       |
| Sudáfrica                                                                                       | 11.06.2010                                                 | 2) Zakumi con un balón entre los pies | 34,4 x 37,0 (190 x 92)                             | 2,40 ZAR                                                                       |
| Sudáfrica                                                                                       | 11.06.2010                                                 | 3) Zakumi con una bandera de Sudáfrica | 34,4 x 37,0 (190 x 92)                             | 2,40 ZAR                                                                       |
| Sudáfrica                                                                                       | 11.06.2010                                                 | 4) Zakumi corriendo tras un balón | 34,4 x 37,0 (190 x 92)                             | 2,40 ZAR                                                                       |
| Sudáfrica                                                                                       | 11.06.2010                                                 | 5) Zakumi celebrando un gol | 34,4 x 37,0 (190 x 92)                             | 2,40 ZAR                                                                       |
| Sudáfrica                                                                                       | 19.07.2010                                                 | «South African Sport Stadiums» 1) El Estadio Soccer City en Johannesburgo | 48,0 x 30,5                                        | 2,40 ZAR                                                                       |
| Sudáfrica                                                                                       | 19.07.2010                                                 | 2) El Estadio Free State en Bloemfontein | 48,0 x 30,5                                        | 2,40 ZAR                                                                       |
| Sudáfrica                                                                                       | 19.07.2010                                                 | 3) El Estadio Peter Mokaba en Polokwane | 48,0 x 30,5                                        | 2,40 ZAR                                                                       |
| Sudáfrica                                                                                       | 19.07.2010                                                 | 4) El Estadio Loftus Versfeld en Pretoria | 48,0 x 30,5                                        | 2,40 ZAR                                                                       |
| Sudáfrica                                                                                       | 19.07.2010                                                 | 5) El Estadio Mbombela en Nelspruit | 48,0 x 30,5                                        | 2,40 ZAR                                                                       |
| Sudáfrica                                                                                       | 19.07.2010                                                 | 6) El Estadio Royal Bafokeng en Rustenburg | 48,0 x 30,5                                        | 2,40 ZAR                                                                       |
| Sudáfrica                                                                                       | 19.07.2010                                                 | 7) El Estadio Green Point en Ciudad del Cabo | 48,0 x 30,5                                        | 2,40 ZAR                                                                       |
| Sudáfrica                                                                                       | 19.07.2010                                                 | 8) El Estadio Moses Mabhida en Durban | 48,0 x 30,5                                        | 2,40 ZAR                                                                       |
| Sudáfrica                                                                                       | 19.07.2010                                                 | 9) El Estadio Ellis Park en Johannesburgo | 48,0 x 30,5                                        | 2,40 ZAR                                                                       |
| Sudáfrica                                                                                       | 19.07.2010                                                 | 10) El Estadio Nelson Mandela Bay en Puerto Elizabeth | 48,0 x 30,5                                        | 2,40 ZAR                                                                       |
| Emisión conjunta: Botsuana Lesoto Malaui Mauricio Namibia Suazilandia Sudáfrica Zambia Zimbabue | 08.04.2010                                                 | Cada sello muestra la silueta de un futbolista jugando sobre un balón, la mascota Zakumi y la bandera de un país miembro de la SAPOA (HB) 1) La bandera de Botsuana | 44,0 x 44,0 –cuadrado– 37,55 –círculo– (167 x 188) | 1,10 BWP 5,00 LSL 105,00 MWK 7,00 MUR PCR 3,40 SZL 5,75 ZAR 2.500 ZMK Z ZWL    |
| Emisión conjunta: Botsuana Lesoto Malaui Mauricio Namibia Suazilandia Sudáfrica Zambia Zimbabue | 08.04.2010                                                 | 2) La bandera de Lesoto | 44,0 x 44,0 –cuadrado– 37,55 –círculo– (167 x 188) | 6,60 BWP 5,00 LSL 105,00 MWK 7,00 MUR PCR 3,40 SZL 5,75 ZAR 2.500 ZMK E ZWL    |
| Emisión conjunta: Botsuana Lesoto Malaui Mauricio Namibia Suazilandia Sudáfrica Zambia Zimbabue | 08.04.2010                                                 | 3) La bandera de Malawi | 44,0 x 44,0 –cuadrado– 37,55 –círculo– (167 x 188) | 4,10 BWP 5,00 LSL 105,00 MWK 7,00 MUR PCR 3,40 SZL 5,75 ZAR 2.500 ZMK 0,50 ZWL |
| Emisión conjunta: Botsuana Lesoto Malaui Mauricio Namibia Suazilandia Sudáfrica Zambia Zimbabue | 08.04.2010                                                 | 4) La bandera de Mauricio | 44,0 x 44,0 –cuadrado– 37,55 –círculo– (167 x 188) | 5,50 BWP 5,00 LSL 105,00 MWK 7,00 MUR PCR 3,40 SZL 5,75 ZAR 2.500 ZMK A ZWL    |
| Emisión conjunta: Botsuana Lesoto Malaui Mauricio Namibia Suazilandia Sudáfrica Zambia Zimbabue | 08.04.2010                                                 | 5) La bandera de Namibia | 44,0 x 44,0 –cuadrado– 37,55 –círculo– (167 x 188) | 2,60 BWP 5,00 LSL 105,00 MWK 7,00 MUR PCR 3,40 SZL 5,75 ZAR 2.500 ZMK 0,10 ZWL |
| Emisión conjunta: Botsuana Lesoto Malaui Mauricio Namibia Suazilandia Sudáfrica Zambia Zimbabue | 08.04.2010                                                 | 6) La bandera de Suazilandia | 44,0 x 44,0 –cuadrado– 37,55 –círculo– (167 x 188) | 4,90 BWP 5,00 LSL 105,00 MWK 7,00 MUR PCR 3,40 SZL 5,75 ZAR 2.500 ZMK 0,75 ZWL |
| Emisión conjunta: Botsuana Lesoto Malaui Mauricio Namibia Suazilandia Sudáfrica Zambia Zimbabue | 08.04.2010                                                 | 7) La bandera de Sudáfrica | 44,0 x 44,0 –cuadrado– 37,55 –círculo– (167 x 188) | 3,00 BWP 5,00 LSL 105,00 MWK 7,00 MUR PCR 5,75 ZAR 2.500 ZMK 0,15 ZWL          |
| Emisión conjunta: Botsuana Lesoto Malaui Mauricio Namibia Suazilandia Sudáfrica Zambia Zimbabue | 08.04.2010                                                 | 8) La bandera de Zambia | 44,0 x 44,0 –cuadrado– 37,55 –círculo– (167 x 188) | 8,20 BWP 5,00 LSL 105,00 MWK 7,00 MUR PCR 3,40 SZL 5,75 ZAR 2.500 ZMK R ZWL    |
| Emisión conjunta: Botsuana Lesoto Malaui Mauricio Namibia Suazilandia Sudáfrica Zambia Zimbabue | 08.04.2010                                                 | 9) La bandera de Zimbabue | 44,0 x 44,0 –cuadrado– 37,55 –círculo– (167 x 188) | 4,00 BWP 5,00 LSL 105,00 MWK 7,00 MUR PCR 3,40 SZL 5,75 ZAR 2.500 ZMK 0,25 ZWL |
| América                                                                                         |                                                            | |                                                    |                                                                                |
| Argentina                                                                                       | 05.06.2010                                                 | Cuatro sellos con dibujos de un futbolista de cada selección nacional del grupo B de la Copa Mundial 1) Un futbolista que representa a la selección de Grecia | 34,0 x 44,0                                        | 1,50 ARS                                                                       |
| Argentina                                                                                       | 05.06.2010                                                 | 2) Un futbolista que representa a la selección de Nigeria | 44,0 x 34,0                                        | 1,50 ARS                                                                       |
| Argentina                                                                                       | 05.06.2010                                                 | 3) Un futbolista que representa a la selección de Corea del Sur | 44,0 x 34,0                                        | 5,00 ARS                                                                       |
| Argentina                                                                                       | 05.06.2010                                                 | 4) Un futbolista con el uniforme de la selección argentina | 34,0 x 44,0                                        | 7,00 ARS                                                                       |
| Argentina                                                                                       | 05.06.2010                                                 | 5) Un portero deteniendo un disparo (HB) | 40,0 x 60,0 (100 x 75)                             | 5,00 ARS                                                                       |
| Argentina                                                                                       | 05.06.2010                                                 | 6) Un defensa quitando el balón al contrincante (HB) | 70,0 x 40,0 (100 x 75)                             | 5,00 ARS                                                                       |
| Argentina                                                                                       | 05.06.2010                                                 | 7) Un delantero anotando un gol con la cabeza (HB) | 70,0 x 40,0 (100 x 75)                             | 5,00 ARS                                                                       |
| Argentina                                                                                       | 05.06.2010                                                 | 8) Un jugador realizando una "chilena" (HB) | 70,0 x 40,0 (100 x 75)                             | 5,00 ARS                                                                       |
| Brasil                                                                                          | 11.06.2010                                                 | 1) Sobre las banderas de Brasil y de Sudáfrica tres círculos concéntricos: el interior muestra a dos jugadores de fútbol tras un balón sobre un mapamundi centrado en el hemisferio Sur y con Brasil y Sudáfica resaltados; el aro exterior reproduce las banderas de los 32 países participantes en el Mundial | 29,0 x 29,0 –círculo–                              | 2,55 BRL                                                                       |
| Chile                                                                                           | 25.06.2010                                                 | Ambos sellos conmemoran el centenario de la selección chilena de fútbol y muestran las banderas de Chile y de Sudáfrica y el logotipo de la Federación de Fútbol de Chile 1) Foto de la selección chilena | 48,0 x 30,0                                        | 500 CLP                                                                        |
| Chile                                                                                           | 25.06.2010                                                 | 2) Un mapa de África que resalta la silueta de Sudáfrica y la piel de un leopardo | 48,0 x 30,0                                        | 500 CLP                                                                        |
| Cuba                                                                                            | 24.03.2010                                                 | Todos los sellos muestran una escena futbolística, los nombres de las selecciones nacionales de dos de los grupos del Mundial y, en la parte inferior, las banderas de los 32 países participantes 1) Un futbolista jugando con el balón entre las piernas, y los grupos A y B                                  |                                                    | 0,15 CUP                                                                       |
| Cuba                                                                                            | 24.03.2010                                                 | 2) Un portero parando un lanzamiento, y los grupos C y D | 0,45 CUP                                           |                                                                                |
| Cuba                                                                                            | 24.03.2010                                                 | 3) Un futbolista corriendo con el balón, y los grupos E y F | 0,65 CUP                                           |                                                                                |
| Cuba                                                                                            | 24.03.2010                                                 | 4) Dos jugadores peleando por hacer un remate con la cabeza, y los grupos G y H | 0,75 CUP                                           |                                                                                |
| Ecuador                                                                                         | 09.06.2010                                                 | 1) La silueta de un futbolista, el balón oficial (Jabulani), el logotipo del Mundial y un león | 37,5 x 28,0                                        | 1,00 USD                                                                       |
| Ecuador                                                                                         | 09.06.2010                                                 | 2) La silueta de un futbolista, el balón oficial (Jabulani), el logotipo del Mundial y un elefante | 37,5 x 28,0                                        | 1,00 USD                                                                       |
| Ecuador                                                                                         | 09.06.2010                                                 | 3) La silueta de un futbolista, el balón oficial (Jabulani), el logotipo del Mundial y una cebra | 37,5 x 28,0                                        | 1,00 USD                                                                       |
| Ecuador                                                                                         | 09.06.2010                                                 | 4) La mascota Zakumi con un balón (HB) La hoja bloque muestra el balón oficial (Jabulani) y una imagen de la sabana africana con un elefante, un león y una jirafa | 37,5 x 28,0 (120,0 x 80,0)                         | 5,00 USD                                                                       |
| Honduras                                                                                        | 03.12.2009                                                 | 1) Catrachín, la mascota de la selección hondureña | 30,0 x 40,5                                        | 5,00 HNL                                                                       |
| Honduras                                                                                        | 03.12.2009                                                 | 2) Foto de la selección de Honduras | 30,0 x 40,5                                        | 20,00 HNL                                                                      |
| Honduras                                                                                        | 03.12.2009                                                 | 3) El escudo de la selección | 30,0 x 40,5                                        | 25,00 HNL                                                                      |
| Honduras                                                                                        | 27.05.2010                                                 | 1) El Estadio Mbombela en Nelspruit, sede del partido Honduras – Chile | 40,5 x 30,0                                        | 3,00 HNL                                                                       |
| Honduras                                                                                        | 27.05.2010                                                 | 2) El Estadio Free State en Bloemfontein, sede del partido Honduras – Suiza | 40,5 x 30,0                                        | 5,00 HNL                                                                       |
| Honduras                                                                                        | 27.05.2010                                                 | 3) El Estadio Ellis Park en Johannesburgo, sede del partido Honduras – España | 40,5 x 30,0                                        | 14,00 HNL                                                                      |
| Honduras                                                                                        | 27.05.2010                                                 | 4) El trofeo de la Copa Mundial | 30,0 x 40,5                                        | 20,00 HNL                                                                      |
| Honduras                                                                                        | 27.05.2010                                                 | 5) El logotipo del Mundial | 30,0 x 40,5                                        | 20,00 HNL                                                                      |
| México                                                                                          | 15.05.2010                                                 | Tres imágenes de la selección mexicana en las que aparecen el logotipo de la Federación Mexicana de Fútbol y el logotipo del Mundial 1) Foto de la selección mexicana | 72,0 x 30,0                                        | 7,00 MXN                                                                       |
| México                                                                                          | 15.05.2010                                                 | 2) Los jugadores Giovani dos Santos y Gerardo Torrado | 72,0 x 30,0                                        | 7,00 MXN                                                                       |
| México                                                                                          | 15.05.2010                                                 | 3) El portero Francisco Guillermo Ochoa y el mediocampista Andrés Guardado | 72,0 x 30,0                                        | 11,50 MXN                                                                      |
| Paraguay                                                                                        | 02.07.2010                                                 | 1) Alineación de la selección paraguaya de fútbol antes del inicio de un partido y la leyenda «Paraguay en cuartos de final» | 45,0 x 35,0                                        | 700 PYG                                                                        |
| Paraguay                                                                                        | 02.07.2010                                                 | 2) Foto de los once jugadores de la selección paraguaya antes del inicio de un partido | 45,0 x 35,0                                        | 6.000 PYG                                                                      |
| Perú                                                                                            | 13.08.2010                                                 | 1) La mascota Zakumi (HB) | 30,0 x 40,0                                        | 10,00 PEN                                                                      |
| Perú                                                                                            | 13.08.2010                                                 | 2) El logotipo del Mundial | 30,0 x 40,0                                        | 10,00 PEN                                                                      |
| Perú                                                                                            | 13.08.2010                                                 | 3) El trofeo de la Copa Mundial | 30,0 x 40,0                                        | 10,00 PEN                                                                      |
| Perú                                                                                            | 13.08.2010                                                 | 4) Un futbolista con un balón | 30,0 x 40,0                                        | 10,00 PEN                                                                      |
| Asia                                                                                            |                                                            | |                                                    |                                                                                |
| Armenia                                                                                         | 26.11.2010                                                 | 1) El logotipo del Mundial, un balón y un mapa de África con la silueta de Sudáfrica resaltada | 40,0 x 24,5                                        | 1100 AMD                                                                       |
| Azerbaiyán                                                                                      | 18.05.2010                                                 | 1) La silueta de un futbolista con un balón y el logotipo del Mundial | 40,0 x 28,0                                        | 0,20 AZN                                                                       |
| Azerbaiyán                                                                                      | 18.05.2010                                                 | 2) La silueta de un futbolista con un balón y la mascota Zakumi | 40,0 x 28,0                                        | 0,60 AZN                                                                       |
| Baréin                                                                                          | 11.06.2010                                                 | Los tres sellos muestran la efigie del rey emir Hamad bin Isa al-Jalifa y un diseño alusivo al Mundial 1) El logotipo del Mundial | 40,0 x 40,0                                        | 0,100 BHD                                                                      |
| Baréin                                                                                          | 11.06.2010                                                 | 2) La mascota Zakumi | 40,0 x 40,0                                        | 0,200 BHD                                                                      |
| Baréin                                                                                          | 11.06.2010                                                 | 3) El balón "Jabulani" y un globo terráqueo | 40,0 x 30,0                                        | 0,250 BHD                                                                      |
| Bangladés                                                                                       | 11.07.2010                                                 | 1) Dos futbolistas tras un balón |                                                    | 10,00 BDT                                                                      |
| Bangladés                                                                                       | 11.07.2010                                                 | 2) Tres futbolistas disputándose un pase aéreo |                                                    | 10,00 BDT                                                                      |
| Bangladés                                                                                       | 11.07.2010                                                 | 3) Zakumi, la mascota del evento | 20,00 BDT                                          |                                                                                |
| Corea del Norte                                                                                 |                                                            | 1) Dos futbolistas con un balón |                                                    | 20,00 KPW                                                                      |
| Corea del Norte                                                                                 | 2) Dos futbolistas con un balón                            | 57,00 KPW |                                                    |                                                                                |
| Corea del Norte                                                                                 | 3) Dos futbolistas con un balón                            | 114,00 KPW |                                                    |                                                                                |
| Corea del Norte                                                                                 | 4) Dos futbolistas con un balón                            | 190,00 KPW |                                                    |                                                                                |
| Corea del Sur                                                                                   | 11.06.2010                                                 | 1) Diseño alusivo con la silueta de cuatro futbolistas y la imagen de un estadio (HB) | 50,0 x 30,0                                        | 250 KRW                                                                        |
| Indonesia                                                                                       | 01.05.2010                                                 | 1) Un futbolista en acción | 25,0 x 41,0                                        | 1.500 IDR                                                                      |
| Indonesia                                                                                       | 01.05.2010                                                 | 2) La mascota Zakumi | 25,0 x 41,0                                        | 1.500 IDR                                                                      |
| Indonesia                                                                                       | 01.05.2010                                                 | 3) El logotipo del Mundial | 25,0 x 41,0                                        | 1.500 IDR                                                                      |
| Indonesia                                                                                       | 01.05.2010                                                 | 4) un portero deteniendo un disparo | 25,0 x 41,0                                        | 1.500 IDR                                                                      |
| Irak                                                                                            | 11.07.2010                                                 | Todos los sellos muestra en logotipo del evento: 1) Un portero despejando un balón con las manos | 50,0 x 40,0                                        | 250 IQD                                                                        |
| Irak                                                                                            | 11.07.2010                                                 | 2) Un jugador celebrando un tanto | 50,0 x 40,0                                        | 500 IQD                                                                        |
| Irak                                                                                            | 11.07.2010                                                 | 3) Un futbolista realizando un disparo | 50,0 x 40,0                                        | 750 IQD                                                                        |
| Irak                                                                                            | 11.07.2010                                                 | 4) Un futbolista controlando el balón | 50,0 x 40,0                                        | 1.000 IQD                                                                      |
| Irak                                                                                            | 11.07.2010                                                 | 5) Dos futbolistas celebrando un gol | 125,0 x 70,0                                       | 1.000 IQD                                                                      |
| Japón                                                                                           | 31.05.2010                                                 | 1) El trofeo de la Copa Mundial (HB) | 28,0 x 38,5 (93 x 175)                             | 80 JPY                                                                         |
| Japón                                                                                           | 31.05.2010                                                 | 2) El póster oficial del Mundial | 28,0 x 38,5 (93 x 175)                             | 80 JPY                                                                         |
| Japón                                                                                           | 31.05.2010                                                 | 3) El logotipo del Mundial | 28,0 x 38,5 (93 x 175)                             | 80 JPY                                                                         |
| Japón                                                                                           | 31.05.2010                                                 | 4) El escudo de la Asociación Japonesa de Fútbol | 28,0 x 38,5 (93 x 175)                             | 80 JPY                                                                         |
| Japón                                                                                           | 31.05.2010                                                 | 5) Un balón de fútbol | 33,0 x 39,0                                        | 80 JPY                                                                         |
| Kazajistán                                                                                      | 11.07.2010                                                 | 1) El logotipo del Mundial | 30,0 x 28,0                                        | 240 KZT                                                                        |
| Kirguistán                                                                                      | 26.06.2010                                                 | 1) Dos futbolistas tras un balón y el logotipo del Mundial | 40,0 x 28,0                                        | 24,00 KGS                                                                      |
| Kirguistán                                                                                      | 26.06.2010                                                 | 2) Dos futbolistas tras un balón y el trofeo de la Copa Mundial | 40,0 x 28,0                                        | 30,00 KGS                                                                      |
| Kirguistán                                                                                      | 26.06.2010                                                 | 3) Dos futbolistas tras un balón y el logotipo del Mundial | 40,0 x 28,0                                        | 42,00 KGS                                                                      |
| Kirguistán                                                                                      | 26.06.2010                                                 | 4) Un portero deteniendo un disparo y el trofeo de la Copa Mundial | 40,0 x 28,0                                        | 60,00 KGS                                                                      |
| Siria                                                                                           | 11.06.2010                                                 | 1) Futbolistas en un estadio celebrando un gol |                                                    | 25 SYP                                                                         |
| Siria                                                                                           | 11.06.2010                                                 | 2) Futbolistas en un estadio dispatándose un balón |                                                    | 25 SYP                                                                         |
| Siria                                                                                           | 11.06.2010                                                 | 3) Diseño alusivo que muestra el logotipo del Mundial y el trofeo de la Copa Mundial |                                                    | 50 SYP                                                                         |
| Yemen                                                                                           | 11.06.2010                                                 | 1) El logotipo del Mundial (HB) | 36,0 x 51,0                                        | 50 YER                                                                         |
| Yemen                                                                                           | 11.06.2010                                                 | 2) El trofeo de la Copa Mundial | 36,0 x 51,0                                        | 100 YER                                                                        |
| Yemen                                                                                           | 11.06.2010                                                 | 3) El Estadio Green Point en Ciudad del Cabo | 51,0 x 36,0                                        | 50 YER                                                                         |
| Yemen                                                                                           | 11.06.2010                                                 | 4) El Estadio Ellis Park en Johannesburgo | 51,0 x 36,0                                        | 60 YER                                                                         |
| Yemen                                                                                           | 11.06.2010                                                 | 5) El Estadio Moses Mabhida en Durban | 51,0 x 36,0                                        | 80 YER                                                                         |
| Yemen                                                                                           | 11.06.2010                                                 | 6) El Estadio Free State en Bloemfontein | 51,0 x 36,0                                        | 100 YER                                                                        |
| Europa                                                                                          |                                                            | |                                                    |                                                                                |
| Alemania                                                                                        | 08.04.2010                                                 | 1) Dos futbolistas en acción | 55,0 x 32,8                                        | 0,55+0,25 EUR                                                                  |
| Andorra                                                                                         | 01.06.2010                                                 | 1) Diseño alusivo que muestra un globo terráqueo y el logotipo del Mundial | 49,9 x 28,8                                        | 0,78 EUR                                                                       |
| Bosnia y Herzegovina                                                                            | 25.05.2010                                                 | 1) Un futbolista celebrando en un estadio | 35,0 x 26,0                                        | 1,50 BAM                                                                       |
| Bosnia y Herzegovina                                                                            | 25.05.2010                                                 | 2) Las piernas de un futbolista y un balón | 35,0 x 26,0                                        | 1,50 BAM                                                                       |
| Bélgica                                                                                         | 14.06.2010                                                 | 1) Dibujo alusivo que representa la pierna de un futbolista con una bota de fútbol y un balón cuyos diseños recuerdan la piel de una cebra | 27,6 x 40,2                                        | 1                                                                              |
| Bulgaria                                                                                        | 10.06.2010                                                 | 1) El rostro de Jules Rimet, antiguo presidente de la FIFA, y los dos trofeos que ha tenido la Copa Mundial en su historia (HB) Como fondo en toda la hoja bloque se aprecia el contorno de un campo de fútbol                                                                                                  | 54,0 x 29,0 (79 x 55)                              | 2,10 BGN                                                                       |
| Chipre                                                                                          | 17.03.2010                                                 | 1) Tres futbolistas disputando un balón | 38,0 x 38,0                                        | 1,71 EUR                                                                       |
| Croacia                                                                                         | 11.06.2010                                                 | 1) Diseño alusivo que representa las piernas de un futbolista, un balón y el logotipo del Mundial | 29,8 x 35,5                                        | 4,50 HRK                                                                       |
| Eslovaquia                                                                                      | 08.06.2010                                                 | 1) Un portero realizando el despeje de un balón (según el ángulo de enfoque se puede ver el movimiento del portero) | 50,0 x 40,0                                        | 2,30 EUR                                                                       |
| Eslovenia                                                                                       | 28.05.2010                                                 | 1) La pierna de un futbolista rematando un balón | 38,0 x 38,0 –círculo–                              | 0,92 EUR                                                                       |
| España                                                                                          | 04.06.2010                                                 | 1) El logotipo del Mundial | 28,8 x 40,9                                        | 0,78 EUR                                                                       |
| España                                                                                          | 21.10.2010                                                 | 2) El trofeo de la Copa Mundial de Fútbol ganado por la selección española en ese Mundial, así como la estrella dorada que se le concede a la selección campeona (HB) La hoja bloque muestra una foto con los integrantes del equipo campeón y su entrenador, Vicente del Bosque                                | 57,6 x 40,9 (150 x 105,6)                          | 2,00 EUR                                                                       |
| Francia                                                                                         | 13.06.2010                                                 | 1) El edificio del Parlamento de Sudáfrica en Pretoria (HB) La hoja bloque muestra un paisaje típico africano y las banderas de los 32 países participantes en el Mundial | 30,0 x 40,0 (210 x 143)                            | 0,85 EUR                                                                       |
| Francia                                                                                         | 13.06.2010                                                 | 2) Una vista de Ciudad del Cabo | 40,0 x 30,0                                        | 0,85 EUR                                                                       |
| Francia                                                                                         | 13.06.2010                                                 | 3) Dos futbolistas de espaldas | 30,0 x 40,0                                        | 0,85 EUR                                                                       |
| Francia                                                                                         | 13.06.2010                                                 | 4) Las piernas de un futbolista y un balón | 40,0 x 30,0                                        | 0,85 EUR                                                                       |
| Hungría                                                                                         | 07.05.2010                                                 | 1) Diseño alusivo que representa un globo terráqueo con la forma de un balón y algunos futbolistas | 34,2 x 34,2                                        | 325 HUF                                                                        |
| Macedonia del Norte                                                                             | 11.06.2010                                                 | 1) Un balón "Jabulani" en la red de una portería y el logotipo del Mundial | 40,2 x 30,2                                        | 50 MKD                                                                         |
| Macedonia del Norte                                                                             | 11.06.2010                                                 | 2) El balón "Jabulani" en el centro de una línea media y el logotipo del Mundial | 30,2 x 40,2                                        | 100 MKD                                                                        |
| Macedonia del Norte                                                                             | 11.06.2010                                                 | 3) El balón "Jabulani" en el centro de una línea media y el logotipo del Mundial (HB) En la hoja bloque se aprecia un mapa de Sudáfrica con los colores del logotipo del Mundial | 40,2 x 30,2 (70,4 x 60,2)                          | 150 MKD                                                                        |
| Malta                                                                                           | 11.06.2010                                                 | 1) La silueta de África en negro con Sudáfrica en color blanco (HB) En la hoja bloque se aprecia un mapa de África meridional y algunas de las banderas de los países participantes en el Mundial | 31,0 x 44,0 (130 x 80)                             | 0,63 EUR                                                                       |
| Malta                                                                                           | 11.06.2010                                                 | 2) La mascota Zakumi | 31,0 x 44,0 (130 x 80)                             | 2,50 EUR                                                                       |
| Moldavia                                                                                        | 11.06.2010                                                 | 1) Un futbolista realizando un disparo y la mascota del Mundial | 46,0 x 27,5                                        | 1,20 MDL                                                                       |
| Moldavia                                                                                        | 11.06.2010                                                 | 2) Un portero deteniendo un remate y el logotipo del Mundial | 27,5 x 46,0                                        | 8,50 MDL                                                                       |
| Mónaco                                                                                          | 04.03.2010                                                 | Ambos sellos son complementarios y muestran en conjunto a dos futbolistas en un estadio de fútbol y la bandera de Sudáfrica 1) Parte izquierda de la imagen | 30,0 x 30,0                                        | 0,89 EUR                                                                       |
| Mónaco                                                                                          | 04.03.2010                                                 | 2) Parte derecha de la imagen conjunta | 30,0 x 30,0                                        | 0,89 EUR                                                                       |
| Montenegro                                                                                      | 11.06.2010                                                 | 1) Diseño alusivo que muestra un balón | 42,0 x 29,0                                        | 1,50 EUR                                                                       |
| Países Bajos                                                                                    | 11.05.2010                                                 | En cada sello se muestran dos jugadores de la selección neerlandesa, la bandera de los Países Bajos y el logotipo de la Real Federación de Fútbol de los Países Bajos 1) John Heitinga y Rafael van der Vaart                                                                                                   |                                                    | 0,44 EUR                                                                       |
| Países Bajos                                                                                    | 11.05.2010                                                 | 2) Joris Mathijsen y Klaas-Jar Huntelaar |                                                    | 0,44 EUR                                                                       |
| Países Bajos                                                                                    | 11.05.2010                                                 | 3) Mark van Bommel y Dirk Kuyt |                                                    | 0,44 EUR                                                                       |
| Países Bajos                                                                                    | 11.05.2010                                                 | 4) Robin van Persie y Nigel de Jong |                                                    | 0,44 EUR                                                                       |
| Países Bajos                                                                                    | 11.05.2010                                                 | 5) André Ooijer y Giovanni van Bronckhorst |                                                    | 0,44 EUR                                                                       |
| Países Bajos                                                                                    | 11.05.2010                                                 | 6) Ibrahim Afellay y Arjen Robben |                                                    | 0,44 EUR                                                                       |
| Países Bajos                                                                                    | 11.05.2010                                                 | 7) Bert van Marwijk (entrenador) y Maarten Stekelenburg (portero) |                                                    | 0,44 EUR                                                                       |
| Países Bajos                                                                                    | 11.05.2010                                                 | 8) Stijn Schaars y Wesley Sneijder |                                                    | 0,44 EUR                                                                       |
| Países Bajos                                                                                    | 11.05.2010                                                 | 9) Eljero Elia y Gregory van der Wiel |                                                    | 0,44 EUR                                                                       |
| Portugal                                                                                        | 31.05.2010                                                 | 1) Un balón cuya superficie recuerda los colores de un leporado | 38,0 x 38,0 –círculo–                              | 0,80 EUR                                                                       |
| Portugal                                                                                        | 31.05.2010                                                 | 2) Las siluetas de un futbolista corriendo ante un balón y de un leopardo, ambos en el atardecer de una sabana africana (HB) | 80,0 x 30,6 (120 x 120 –círculo–)                  | 2,50 EUR                                                                       |
| San Marino                                                                                      | 17.03.2010                                                 | 1) Dos futbolistas disputándose un balón, el logotipo del Mundial y la bandera de Sudáfrica | 40,0 x 30,0                                        | 1,50 EUR                                                                       |
| Serbia                                                                                          | 06.05.2010                                                 | 1) Dos futbolistas con un balón sobre el mapa de África | 30,5 x 42,0                                        | 22,00 RSD                                                                      |
| Serbia                                                                                          | 06.05.2010                                                 | 2) Dos futbolistas con un balón sobre el mapa de África y las banderas de Serbia y Sudáfrica | 30,5 x 42,0                                        | 50,00 RSD                                                                      |
| Serbia                                                                                          | 06.05.2010                                                 | 3) Las piernas de dos futbolistas con un balón y el logotipo del Mundial (HB) La hoja bloque muestra adicionalmente las banderas de Serbia y Sudáfrica | 42,0 x 35,0 (96 x 80)                              | 177,00 RSD                                                                     |